# عادی (ترانه امینم)
عادی (به انگلیسی: Normal) آهنگی از خواننده رپ آمریکایی امینم از دهمین آلبوم استودیویی خود کامی‌کازه است. این آهنگ به عنوان پنجمین قطعه آلبوم در تاریخ ۳۱ اوت ۲۰۱۸ از طریق Shady Records به همراه بقیه آلبوم منتشر شد. جلسات ضبط در استودیوی Effigy در دیترویت برگزار شد. این آهنگ که توسط Illadaproducer , Symbolyc One و Lonestarrmuzik تولید شده‌است، حاوی نمونه‌هایی از آهنگ "Seconds" اژدهای کوچک است. علی‌رغم اینکه هرگز به عنوان تک آهنگ منتشر نشده‌است، این آهنگ توانسته‌است در سراسر جهان نمودار بگیرد.